# Богьовці
Богьо́вці (болг. Богьовци) — село в Софійській області Болгарії. Входить до складу общини Костинброд.

## Населення
За даними перепису населення 2011 року у селі проживали 146 осіб.
Національний склад населення села:
| Національність   | Кількість осіб | Відсоток |
| ---------------- | -------------- | -------- |
| болгари          | 136            | 97,1%    |
| цигани           | 4              | 2,9%     |
| турки            | 0              | 0%       |
| інша             | 0              | 0%       |
| не визначились   | 0              | 0%       |
| Всього відповіли | 140            |          |

Розподіл населення за віком у 2011 році:
Динаміка населення: